# Tlacuiloya
Tlacuiloya är en ort i Mexiko.   Den ligger i kommunen Tlapa de Comonfort och delstaten Guerrero, i den sydöstra delen av landet, 210 km söder om huvudstaden Mexico City. Tlacuiloya ligger 1 477 meter över havet och antalet invånare är 443.
Terrängen runt Tlacuiloya är kuperad. Runt Tlacuiloya är det ganska tätbefolkat, med 108 invånare per kvadratkilometer. Närmaste större samhälle är Tlapa de Comonfort, 7,9 km söder om Tlacuiloya. Omgivningarna runt Tlacuiloya är huvudsakligen savann.